# 잉글랜드 왕녀 메리 (1496년)
메리 튜더(Mary Tudor, 1496년 3월 18일 ~ 1533년 6월 25일)는 잉글랜드의 헨리 8세의 여동생이다. 프랑스의 루이 12세와 결혼하여 프랑스의 왕비가 되었으며, 루이 12세가 죽고 나서는 제1대 서퍽 공작 찰스 브랜던과 결혼하였다.

## 첫 번째 결혼: 프랑스 왕비
메리는 잉글랜드의 헨리 7세와 요크의 엘리자베스 사이에서 다섯 번째 아이로 태어났으며, 유아기를 무사히 보낸 아이들 가운데 가장 막내였다. 그녀는 리치먼드 궁전에서 태어났다. 그녀와 그녀의 오빠 헨리 8세는 어렸을 때부터 무척 절친한 사이였다. 나중에는 그녀의 이름에서 따온 군함 메리 로즈를 건조하기도 하였다.
젊은 시절의 메리는 유럽에서 가장 아름다운 공주 가운데 하나로 명성이 자자했으며, 나중에 신성 로마 제국 황제가 되는 카스티야의 카를과 1507년 12월에 약혼하였다. 하지만, 유럽 열강 간에 정치 동맹의 변화가 일어나면서 두 사람의 결혼식은 개최되지 않았다. 그 대신에 울지 추기경에 의해 프랑스와 평화 조약을 맺게 됨에 따라 1514년 10월 9일 열여덟 살의 메리는 아브빌에서 쉰두 살의 루이 12세와 결혼식을 올렸다. 프랑스에서 그녀의 시중을 들었던 전속 시녀 중에는 앤 불린도 포함되어 있었다. 이미 이전에 두 번이나 결혼했음에도 살아 있는 아들이 없었던 루이 12세는 이번 결혼을 통해서 상속자를 낳으려고 하였다. 그러나 1515년 1월 1일, 왕성한 성욕으로 소문났던 그는 침실에서 격심한 활동을 하다가 서거하였는데, 메리와 결혼한 지 3개월 만에 일어난 일이었다. 두 사람 사이에는 한 명의 아이도 없었다.
서거한 루이의 뒤를 이어받은 새 국왕 프랑수아 1세는 미망인이 된 메리를 위해 그녀가 두 번째 결혼을 할 수 있도록 도와주었다.

## 두 번째 결혼: 서퍽 공작부인

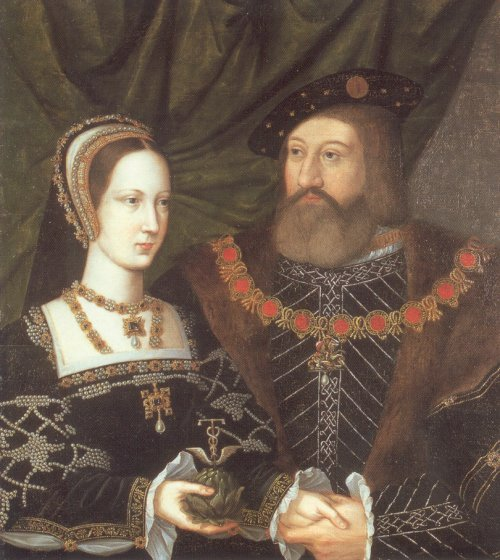
메리 튜더와 찰스 브랜던

루이와의 결혼을 기뻐하지 않았던 메리는 서퍽 공작 찰스 브랜던과 이미 거의 사랑에 빠지게 되었다. 헨리는 누이의 감정을 알고 있었지만, 장래의 어떤 혼인이라도 자신에게 이익이 되기를 바랐다. 1515년 1월 말, 그는 메리가 잉글랜드로 돌아올 때 그녀에게 청혼하지 않겠다는 브랜던의 약속을 받아냈다. 하지만, 두 사람은 1515년 3월 3일에 프랑스에서 비밀리에 결혼식을 올렸다. 법적으로 브랜던이 헨리의 동의 없이 공주와 결혼한 것은 반역죄에 해당하는 중죄 행위였다. 헨리는 분개했으며, 추밀원에서는 브랜던을 체포하거나 처형해야 한다는 목소리를 내었다. 울지의 중재와 누이와 브랜던에 대한 애정 덕분에 헨리는 결국 무거운 벌금을 내리는 것으로 마무리를 지었다. 두 사람은 1515년 5월 13일 그리니치 궁전에서 공식적으로 결혼하였다.
재혼한 후에도 메리는 잉글랜드 궁정 안에서 통상적으로 “서퍽 공작부인” 대신 “프랑스의 왕비”로 불렸다. 두 번째로 결혼식을 올린 메리는 남편의 영지인 서퍽주의 웨스트허프 홀에서 대부분 시간을 보냈다. 그녀의 브랜든은 네 명의 아이를 두었다:
- 헨리 브랜던 (1516년 3월 11일 ~ 1522년)
- 프랜시스 그레이 (1517년 7월 16일 ~ 1559년 11월 20일), 도싯 후작 헨리 그레이와 결혼하여 제인 그레이를 낳았다.
- 엘레노어 브랜던 (1519년 ~ 1547년 9월 27일), 컴벌런드 백작 헨리 클리퍼드와 결혼하였다.
- 헨리 브랜던 (1523년 ~ 1534년 3월 8일), 초대 링컨 백작

1520년 후반, 메리가 아라곤의 캐서린과의 혼인을 무효화시키려는 헨리 8세의 시도에 반대하자 두 남매 사이는 팽팽한 관계가 되었다. 그녀는 프랑스에서 이미 만났던 미래의 왕비 앤 볼린을 매우 싫어하였다. 1533년 6월 25일 메리는 서퍽의 웨스트허프 홀에서 죽었으며, 시신은 베리 세인트 에드먼즈에 있는 수도원에 묻혔다. 수도원 해산 기간에 수도원이 파괴되자 그녀의 시신은 근처의 세인트 메리 성당으로 옮겨졌다.